# Lucius Atilius (Militär)
Lucius Atilius war ein dem plebejischen Geschlecht der Atilier entstammender römischer Militär des späten 3. Jahrhunderts v. Chr.
Während des Zweiten Punischen Krieges war Atilius im Jahr 215 v. Chr. als praefectus Befehlshaber der römischen Besatzung des in Süditalien gelegenen Lokroi. Als sich die Stadt Hannibal ergab, wurden Atilius und seine Soldaten von den Einwohnern von Lokroi heimlich aus der Stadt gelassen und zum Hafen geführt, von wo aus sie sich nach Rhegium einschifften.